# Park Źródliska
Park Źródliska (Kildens park) er den ældste bypark i Łódź (og den næstældste i Polen efter Ogród Saski i Warszawa). Parken er 17,2 hektar og ligger inden for Przędzalniana-, Fabryczna- og Targowa-gaden samt Józef Piłsudskis Allé. Den står i seværdighedsregisteret, og dens ældste træer er over 300 år gamle. 
Parken blev anlagt af bystyret i 1840 på Nowa Dzielnicas områder, efter at en del af den statslige skov i Łaznów blev indlemmet i Łódź. Parken var på to hektar med to hovedalleer langs parkens diagonaler. I krysningspunktet mellem alleerne blev en lille rund plads anlagt. Sidealleerne blev beplantet med frugttræer, mens parkens indre beholdt sin skovlige karakter. Det blev bevokset med El, stilkeg, lind, gran og bøg. Senere fik parken to altaner og flere bænke. Desuden blev små broer bygget over de mange kilder i parken, deraf navnet "Park Źródliska" («Kildens park"). Frem til 2. verdenskrig blev den kaldt for "Park Kwela", fra tysk "Quelle" (kilde). 
Grundet økonomiske årsager blev dele af parken solgt til Karol Scheibler i 1850'erne, som her byggede sin fabrik og residens. En større del blev forpagtet af Skytteselskabet i 1870'erne og mod slutningen af 1880'erne af den samme Scheibler. Forpagtningsaftalen udløb 1906, og parken kom endnu engang under bystyret. 
Et fragment af parken på bagsiden af Karol Scheiblers palads blev omlagt til L. Späths firmas egen have. Haven fik fontæner, balustrader og en kunstig grotte ved siden af interessante træer som platan, kæmpepoppel, tempeltræ og nikkoædelgran. I dag udgør de to parkdele en helhed. I parkens nordlige del findes en rummelig plads med en estrade. I den sydøstlige del findes tre damme. Fra 1956 kom det berømte Palmehus i parken.

51°45′32.48″N 19°28′42.03″Ø / 51.7590222°N 19.4783417°Ø